# سیارک ۲۰۳۶۰
سیارک ۲۰۳۶۰ (به انگلیسی: 20360 Holsapple، نامگذاری:1998JO2) بیست هزار و سیصد و شصتمین سیارک کشف شده‌است که در ۱ مه ۱۹۹۸ کشف شد.
قدر مطلق سیارک برابر ۱۴.۸ است.